# Культурологическая теория риска
Культурологическая теория риска (англ. Cultural theory of risk) — концепция известного британского антрополога Мэри Дуглас, впервые представленная в книге «Естественные символы: исследования по космологии» (Natural Symbols: Explorations in Cosmology, 1970), вышедшей в свет в 1970 году. В 1982 году уточненные и более подробные положения теории легли в основу совместной работы Мэри Дуглас и ученого-политолога Аарона Вилдавски «Риск и культура: Эссе на тему выбора технологических и природных рисков» (Risk and Culture: An essay on the selection of technical and environmental dangers, 1982). В широком смысле в данной работе риск рассматривается в качестве социального механизма, помогающего культурам определить основные принципы ответственности перед цивилизацией. Риск в представлении Дуглас и Вилдавски приобретает политизированный характер, так как люди склонны перекладывать ответственность за свои неприятности на тех, кто виноват в изменении их привычного образа жизни, поэтому в конечном итоге любые дискуссии о риске сводятся к социально-политическим причинам.

## Основные положения
В своих ранних работах Мэри Дуглас предположила, что в сознании людей угрозы для общества (такие, как голод или эпидемии) ассоциируются с поведением, которое нарушает общепринятые нормы. Таким образом, неодобрение общества будут вызывать те индивиды, которые не уважают ценности социума. Также Дуглас разработала двумерную модель организации общественной структуры, состоящую из «группировки» и «иерархии». «Чрезмерно группированный» образ жизни заключается в высокой степени общественного контроля, «слабо группированный» характеризуется самодостаточностью и определенной степенью свободы индивида. «Высоко иерархический» стиль предполагает жесткую социальную стратификацию и четкое распределение ролей, а «низко иерархический» ассоциируется с относительным равенством членов общества.
Спустя некоторое время Мэри Дуглас совместно с Аароном Вилдавски разрабатывает культурологическую теорию риска, в которой можно выделить несколько основных моментов. Во-первых, понятие риска стало «центральным культурным конструктом», который располагается между «субъективным мнением и общественной материальной наукой». Раньше риск высчитывался методами теории вероятности, теперь же, по мнению Дуглас и Вилдавски, в просчете риска должны учитываться особые культурные факторы. Во-вторых, природу рисков следует изучать, опираясь на историю человечества, так как культура любого исторического периода тесно взаимосвязана с современной культурой. Дуглас утверждает, что, хотя технологии могут быть инновационными, человечество зачастую само притягивало катастрофы, когда дело касалось неясности будущего. В-третьих, мы живем в эпоху, когда отрицательные стороны индустриализации по своему масштабу во много раз превосходят положительные, поэтому, если раньше можно было рассчитать вероятность случайных несчастных случаев на предприятиях, то теперь подобные «случайности» приобрели иной масштаб и могут считаться скрытыми угрозами. В-четвертых, Дуглас и Вилдавски полагают, что на протяжении истории человечество устанавливало наиболее опасные виды угроз, которых стоит избегать, чтобы поддерживать привычный образ жизни, поэтому невозможно изучать характер рисков без систематического изучения культурных предрассудков, то есть определенных представлений, ценностей и убеждений, стоящих на страже различных моделей общественных отношений. Общественные отношения, в свою очередь, определяются небольшим числом моделей межличностных отношений (иерархические, эгалитарные и индивидуалистские), от преобладания какой-либо из них зависит, на кого будет возлагаться вина за покушение на укоренившийся образ жизни (исследователи так же называют это политической культурой) и что будет восприниматься в качестве возможного риска. Так, представители иерархического типа будут воспринимать социальные отклонения как наиболее опасные для устоявшейся системы общественных отношений, в то время как эгалитаристы будут питать отвращение к любым видам разделения социальных ролей. Для индивидуалистов социальные отклонения будут представлять наибольшую опасность тогда, когда они будут посягать на свободу самоуправления и разрушать рыночные отношения.
В работе «Риск и культура» утверждается, что коллективные представления о риске играют важнейшую функцию поддержания солидарности общественных групп. Если большое количество людей верит в наступление экологической катастрофы, то отнюдь не потому, что осознают надвигающуюся опасность, а потому, что опасаются действующей власти. Происходит кризис солидарности вследствие глобализации капитализма, в результате которой некоторые общественные группы стали незащищенными. Соответственно, риск возникновения экологической катастрофы может послужить поводом для обвинения групп, находящихся у власти, в нарушении привычного стиля жизни. По мнению Дуглас и Вилдавски, пока экологический апокалипсис является реальным развитием событий, нельзя с точностью утверждать, что возможные риски не послужат его катализатором.
Таким образом, дискуссии относительно рисков приобретают социально-политическую природу и сводятся к разногласиям касательно доверия либо недоверия социальным институтам и связанными с ними опасностями, то есть к культурному конфликту. В данном контексте риск становится фактором, определяющим отношение общества к власти, а также насколько оно признает существование государства в целом и интерпретирует происходящие в нем культурные процессы.

## Обзорные исследования
Многие ученые занимались исследованиями, призванными доказать убедительность культурологической теории риска. Так, Кеннет Крэйк, Дэвид Басс и Карл Дейк из Института исследования и оценки личности при Калифорнийском университете опросили более трехсот граждан в различных городах региона Сан-Франциско по поводу того, каково их отношение к технологиям, социальным и политическим институтам, насколько они им доверяют, а также попросили описать личностные характеристики и социальные установки. В результате они пришли к выводу, что культурные предрассудки наравне с политической ориентацией наилучшим образом определяют показатели восприятия риска и предпочтения в выборе видов риска. эгалитаристы находили технологические и экологические риски очень серьезной проблемой (как и предсказывали Дуглас и Вилдавски), индивидуалисты и иерархисты, наоборот, положительно высказывались о технологических рисках, так как преимущества технологий велики, а риски ничтожны малы.
Французские исследователи Жан Брено, Сильвиан Бонафус и Клэр Марис провели аналогичный опрос во Франции и пришли к выводу, что культурные предрассудки имеют достаточно слабое влияние на восприятие рисков (всего 6 % респондентов действительно руководствовались ими при определении рисков).

## Применение в различных областях знаний
Многие положения культурологической теории риска (в особенности двумерная модель «группировка-иерархия») были адаптированы и с успехом используются учеными в таких областях научных знаний, как политология, государственное управление, юриспруденция (в особенности они популярны среди юристов, занимающихся вопросами экологии), социология и клиническая психология.

## Критика
Культурологическая теория риска неоднократно подвергалась критике ввиду сложной и неочевидной трактовки модели «группировка-иерархия» и неоднократно называлась непрозрачной и запутанной многими исследователями. Так, шведский исследователь Оса Бохольм утверждает, что теория не имеет достаточных эмпирических подтверждений. Более того, по ее мнению, теория заключает в себе концептуализацию двух противоположных и несовместимых описаний «образа жизни». Первое связано с классической социологической теорией Макса Вебера, где люди живут в обществе, которое построено в соответствии с их ценностями и убеждениями, которые, в свою очередь, влияют на построение социальных взаимоотношений. Второе гласит, что социальные отношения определяют ценности и убеждения таким образом, что некоторые из них не могут проявляться в определенных видах общественных отношений, что больше напоминает марксистскую экономическую теорию. Бохольм обвиняет теорию в функционализме, очевидности (положения об индивидуалистах, эгалитаристах и индивидуалистах), оторванности от контекста и повторяющейся, замкнутой логике. Она также считает, что теория описывает культурные предрассудки как неотъемлемые и устойчивые характеристики социальных групп и предписывает индивидам поведение, коррелирующееся с ними, не учитывая, что основной движущей силой общества являются личные интересы человека.
И Бохольм, и французские ученые Брено, Бонафус и Марис утверждают, что в исследованиях Дейка использовались ненадежные методы измерения (Бохольм пишет, что существует огромная разница между словами и реальным поведением людей), лимитированный набор вопросов слишком узкого характера (в основном об экономических рисках), а также присутствовала зависимость от контекста (если восприятие рисков зависит от образа жизни, который связан с определенным контекстом, а не с мнением людей, то и ответы будут зависеть от социальной ситуации).
Профессор права Дональд Эллиот Йельского университета также считает, что культурологическую теорию риска можно считать неудовлетворительной по нескольким причинам. Во-первых, теория сводит культуру к единственному фактору — организационной структуре социальных групп. Во-вторых, существует множество различных источников (семья, образование, пресса), участвующих в формировании восприятия рисков. Наконец, количество информации о любом виде риска, с которым индивиды сталкиваются в сложном и многоуровневом технологическом обществе, значительно больше того, что человек способен усвоить, поэтому восприятие будет значительно усложнено.